# コール (HIKAKIN & SEIKINの曲)
『コール』は、HIKAKIN & SEIKINの7枚目のシングルである。2024年4月4日に自主制作で音楽配信された。

## 概要
前作『FIRE』から約3年ぶりにリリース。作詞作曲をSEIKINが手掛けた。
4月5日19時にMVが「SeikinTV」にてプレミア公開される予定だったが、前日4月4日に一時限定公開で視聴できてしまう事態が発生した。プレミア公開を急遽中止し、HIKAKINが生配信で報告しMVはすぐに公開された。
SEIKINは「心を込めてこの曲を書きました。この曲が多くの人の心に届いたら嬉しく思います」とコメントしている。
SEIKINは2022年3月から制作を開始したこと、初のバラード曲とコメントしている。また、彼らにとっては初となるドラマ仕立てのMVを公開した。
「コール」のMVがYouTubeに投稿されると急上昇ランキング一位を獲得しており、その注目は並ならぬものだった。
同年4月8日にサブスクリプションサービスでの配信が開始された。

## 楽曲
| 全作詞・作曲: SEIKIN、全編曲: Carlos K.。 |            |        |            |      |
| #                                         | タイトル   | 作詞   | 作曲・編曲 | 時間 |
| 1.                                        | 「コール」 | SEIKIN | SEIKIN     | 4:38 |
| 合計時間:                                 | 合計時間:  | 4:38   |            |      |

## 楽曲クレジット
Lyrics, Music：SEIKIN
Supervisor：HIKAKIN
Arrangement：Carlos K.
Recording：Carlos K.
Mixing Engineer：澁澤俊介
Guitar：山口隆志
Strings：MIZ
All Other Instruments, Programming：Carlos K.